# Cante alentejano
Le cante alentejano (littéralement « chant alentejan ») est un genre de musique traditionnelle, originaire de l'Alentejo au Portugal. Il ne s'agit pas du seul type de chants originaire de cette région, et il est plus représentatif de la culture chantée du Bas Alentejo (en) que du Haut (en). Il coexiste également des formes d'expression instrumentale.
Le 27 novembre 2014, lors de la Session extraordinaire du Comité du patrimoine mondial de Paris, l'UNESCO reconnaît le cante alentejano comme Patrimoine culturel immatériel.